# ホーカー タイフーン
ホーカー タイフーン
離陸するタイフーン Mk.IB RB402号機
(カナダ空軍439飛行隊所属、1945年撮影)
- 用途：戦闘爆撃機、戦闘機
- 分類：戦闘機
- 設計者：シドニー・カム
- 製造者：

  - ホーカー・シドレー社
  - グロスター・エアクラフト社
- 運用者

  -  イギリス空軍
  -  カナダ空軍
  -  ニュージーランド空軍
- 初飛行：1940年2月24日
- 生産数：3,317機
- 運用開始：1941年9月11日
- 退役：1945年10月
- 運用状況：退役

タイフーン（Hawker Typhoon ）は、イギリス空軍 (RAF) で第二次世界大戦期に使用された戦闘機。1941年にホーカー・シドレー社で生産が開始され、後にはグロスター社でも生産された。邀撃戦闘機であったハリケーン戦闘機の代替が目的だったが、戦闘機としては性能面に問題があった。しかし、使用法を戦闘爆撃機としたことで、第二次世界大戦で最も成功した戦闘爆撃機のひとつと数えられるまでに発展した。

## 経緯
1937年3月に新型のハリケーンが生産される以前に、シドニー・カム技師は後継機の設計に移った。これは大型機で同様に大型のネイピア製セイバーエンジン (Napier Sabre engine) を搭載して設計された。これらはホーカー社が1938年1月に航空省 (Air Ministry) から仕様F.18/37を出された際に役立ち、ネイピア セイバーエンジンか、またはロールス・ロイス製ヴァルチャーエンジン (Rolls-Royce Vulture engine) を搭載した戦闘機として要求された。双方のエンジンが2,000馬力以上を叩き出せるように設計されており、セイバーのH-ブロックとヴァルチャーのX-ブロックはシリンダーの配置が異なるという点を除けば、同じ24気筒のエンジンであった。これらはアメリカから送られてくる、ハイオクガソリンの使用が前提となっていた。
その結果、ロールス・ロイス (Rolls-Royce) とネイピア (Napier) 、それぞれのメーカーの頭文字をとったRとNのモデルが製造された。いずれも単葉低翼機でよく似ていたが、ヴァルチャーエンジンを搭載したR型の機首は丸みをおびており、外気に触れて熱を放出するラジエーターは胴体下部にあったのに対して、セイバーエンジンを搭載したN型の機首は平坦で、ラジエーターはアゴにあたる機首の下部に搭載されていた。どちらも基本的な設計はホーカー社の伝統である「古風な」構造を受け継いでいた。つまりハリケーンと同様、前部胴体は鋼管溶接フレーム構造であり、翼幅が12メートル (40 ft) もある主翼の翼厚はスピットファイアのものよりもずいぶんと大きかった。しかしながら、カム技師も他の箇所のうちの多くでは時代の流れに抗えなかった。コクピットから後方でのセミモノコック構造の採用・フラッシュリベット（沈頭鋲）の使用・広くとった脚間隔といった改良が加えられた。後方へのスライド式キャノピーでも上方へ開くタイプでもなく、胴体に横開きのドアが設けられた。
R型は1939年10月に初飛行し、非常に感銘を受けたRAFはトーネードの名称で1,000機を発注した。しかしながら、当時のホーカー社では知られていなかった圧縮性の影響を初めとする各種問題によって受領は遅れることとなった。その上、R型の上昇性能は失望すべきものであることが判明した。これはトーネードが、RAFが求めていたような、スピットファイアを代替する要撃機にはなり得ないことを意味した。現在タイフーンとして知られるN型は1940年2月に引き渡された。RAFはこちらのモデルも大量に発注したが、生産は当時製作する機種をもたなかったグロスター・エアクラフト社に移されることになった。R型と同様、N型でもまもなく問題が表面化した。その問題とはたとえば、エンジンの発する振動によって主翼の外皮がめくれるといったものだった。
とうとうRAFは、トーネードとタイフーン両型に関する作業の一切を1940年5月に凍結したが、これによって、バトル・オブ・ブリテンの間ホーカー社はハリケーンに集中できることとなった。これがタイフーン計画が消えそうになった最初であった。小規模の開発は継続され、胴体の一層の流線形化と、より薄い主翼への換装、それに数種の大型星型エンジンの採用が企図された。10月にRAFに対する脅威が弱まると、元のとおりトーネードとタイフーン計画の作業続行が認められた。
最初の生産型トーネードは1941年の前期に引き渡され、完全武装の実地試験で684km/h (425 mph) という前例のない高速を発揮したが、最後のトーネードとなった。生産ラインが構築されつつあったまさにそのとき、突然ロールス・ロイス社がヴァルチャーエンジンの開発計画を中止してしまい、トーネードはエンジンを得られなくなってしまった。タイフーンの方は生産を保証する十分な性能があり、最初の生産型であるタイフーン Mk.IAはブローニング7.7mm機関銃12挺を搭載し、1941年5月に引き渡された。しかし、まもなく武装をイスパノ20mm機関砲に変えたMk.IBに生産は切り替えられた。

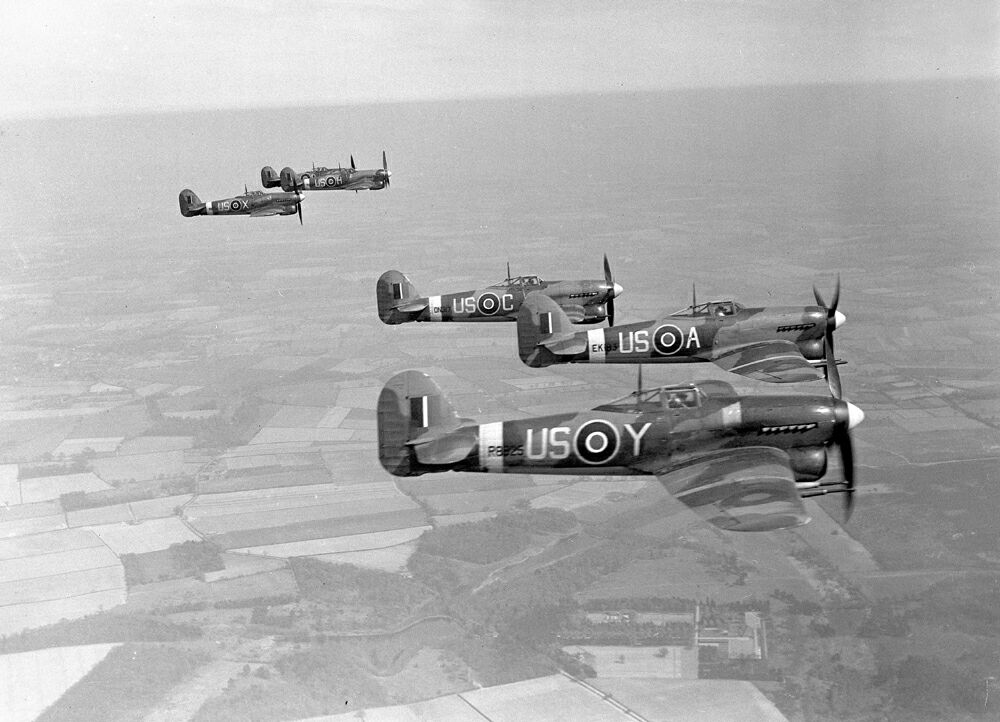
タイフーン IBを装備した第56飛行隊（1943年4月）

この時までに、スピットファイア Mk.Vはドイツ空軍（ルフトヴァッフェ）のFw 190ヴュルガー戦闘機と相見えていたが、どちらかというと撃退されることが多かった。Fw 190に対抗するためタイフーンは飛行隊（第56及び第609飛行隊）への配備を急がれたが、まもなくこれは大変な間違いだとわかった。明らかな構造的欠陥から、急降下からの引き起こし時に尾部が折れやすいことが判明したが、Fw 190はこの引き起こし戦術を多用したのだった。タイフーン計画は再度存続の危機にさらされた。事故により生還できたパイロットはたったひとりであったが、昇降舵のマス・バランスが金属疲労により破壊し、昇降舵がフラッター（激しい振動）を起こすことが原因とわかった。応急措置として、空中分解箇所である、胴体と尾部との結合部の周囲に、長方形の補強板が数枚リベットで打ち付けられた。この継ぎ目は以降のタイフーン各派生型でもそのままであった。さらに、一酸化炭素濃度の高い排気がコクピットに漏れるという問題により、タイフーンのパイロットは低高度の飛行でも酸素マスクを使用しなければならなかった。また、気温が１０度前後になるとエンジンの始動性が極端に悪くなり、ひどい時には始動時に爆発まで起こした。また大馬力エンジンによりコクピット内が高温となり、メーカー側の対処が遅れたため、部隊では翼前縁に小さな穴を空け、空気をホースでコクピットに導く改造を行ったほどであった。こういった設計上の欠陥にもかかわらず、第609飛行隊の飛行隊長 ローランド・ビーモントのようなパイロットの働きにより、タイフーンの開発は継続された。
1942年末から1943年始めにかけて、ブリテン島南部沿岸のタイフーン飛行隊はドイツ空軍による低高度からの爆撃・離脱戦術 (tip and run) に対して効果的な反撃を行ない、戦闘爆撃機型Fw 190を1機か数機撃墜する成功を収めた。ブリテン島上空で撃墜された最初の2機のメッサーシュミット Me 210はタイフーンの手にかかったのであったが、これは1942年末のことだった。1943年1月20日のロンドン昼間空襲では5機のFw 190がタイフーンによって撃墜された。

### 戦闘爆撃機
機体とエンジンにまつわる問題が解決され始めるのは1943年になってからであったが、この頃までには本来求められていた要撃戦闘機としてはそれほど必要とされなくなっており、タイフーンもハリケーンがそうであったのと同様に、戦闘爆撃機として生まれ変わることとなった。タイフーンは大出力エンジンを搭載していたため、最大で454 kg (1,000 lb) 爆弾2個を搭載できた。ここから、戦闘爆撃型タイフーンはボムフーン (Bombphoon) とあだ名された。最初のボムフーン飛行隊は1942年9月に編成された第181飛行隊であった。しかし後に、両翼下に60ポンドのRP-3ロケット弾を4発ずつ搭載するタイプの方がずっと有名になり、これはロケットフーン (Rocketphoon) と呼ばれた。1943年10月に、第181飛行隊はタイフーンによる初のロケット弾攻撃を実施した。
ロケット弾の発射後の弾道を見越した照準には相当の技量を要したものの、たった一機のタイフーンによる強力な火力は、軽巡洋艦による片舷斉射にも相当した。固定された発射レールの重量と空気抵抗により、最高速度は24km/h (15 mph) ほど低下することとなった。
1943年までにタイフーンを装備する18個の飛行隊が編成され、ヨーロッパ大陸での対地攻撃を担当するRAFの第2戦術航空軍 (RAF Second Tactical Air Force) の根幹をなした。
タイフーンの4門の20mm機関砲によって支援されたロケット弾は、その不正確な弾道にもかかわらず、軽装甲車両、輸送車両、鉄道車両、小型船艇などに対して非常に有効であることが明らかとなった。ドイツ国防軍陸軍の重装甲戦車に対しても大きな効果が期待されていたが、装甲の薄いエンジン部か履帯に命中しなければ決定的な打撃は与えられなかった。ノルマンディーの戦いの後で行なわれた戦車の破壊状況調査では、空中発射ロケット弾の命中率はたったの4 %に過ぎなかったことがわかった。タイフーン Mk.IBは、1943年末までにプロペラの4翅化と涙滴型キャノピーへの変更を施され、ノルマンディーの戦い以降の1944年の戦闘でも顕著な成果を挙げた。
1944年6月の作戦決行日にRAFにはタイフーン Mk.IBを装備した26個飛行隊があった。上陸前の、北西ヨーロッパ奥深くにおいての通信・輸送目標に対する連続爆撃と、上陸を終えた連合国軍地上部隊への直接支援とによって、タイフーンはRAFで最も効果的な戦術攻撃機であることが証明された。上陸拠点からジョージ・パットンが指揮する部隊の撤退に見せかけたコブラ作戦 (Operation Cobra) で、第2戦術航空軍は8月7日のドイツ陸軍によるモルタン (Mortain) からの反撃を撃退し、ドイツ陸軍の車両約81台を破壊するか損傷させた。ヴィレ (Vire) では、イギリス陸軍が守勢に回っている間、タイフーンは1日で294ソーティの出撃をこなし、合計で2,088発のロケット弾と80トンの爆弾が使用された。1944年10月24日、ドルドレヒト (Dordrecht) の施設でドイツ陸軍第15軍の会議が行われているところを146航空団のタイフーンが攻撃し、参謀将校17名とその他の士官55名が死亡した。
戦術偵察任務のためタイフーン FR.IBが1945年の始めに開発された。このFR.IBは機関砲2門を撤去し、F.24カメラ3台を搭載した。一機がA.I. (Airborne Interception) レーダーを搭載してコクピットを改修した夜間戦闘機の試作機に改造された。

### その後
タイフーンはグロスター社のみによって、3,300機が生産された。ホーカー社はタイフーンの改良型であるタイフーン IIを開発したが、これはMk.Iと大きく異なったため、事実上別の機種、ホーカー テンペストとなった。
タイフーンによる最高撃墜数はジョン・ロバート・ボールドウィン空軍中佐が保持しており、彼は1942年から1945年にかけて15機を撃墜したと主張している。
現在、完全な状態のタイフーンはイギリス空軍博物館 (RAF Museum) でMN235の1機のみが現存している。

## 諸元 (Mk. IB)
出典:イギリス軍用機の全貌
- 機種用途：迎撃戦闘機
- 乗員： 1名
- 全長： 9.73 m
- 全幅： 12.66 m
- 全高： 4.65 m
- 主翼面積： 25.92 m2
- 全備重量： 5,030 kg

Hawker Typhoon

- 発動機： ネイピア製 セイバー2A エンジン
- 出力： 2,180 HP
- 最大速度： 648 km/h
- 実用上昇限度： 10,200 m
- 航続距離：1,600 km
- 武装： イスパノ20mm機関砲 4門、450 kg 爆弾 2発

## 登場作品

### ゲーム
『R.U.S.E.』
イギリスの戦闘爆撃機として登場。
『コール オブ デューティ3』
イギリス軍の戦闘爆撃機として登場する。